# リーパリ諸島の海戦
リーパリ諸島の海戦、またはリーパリ港の戦い（紀元前260年）は、第一次ポエニ戦争におけるカルタゴと共和政ローマの最初の海戦である。カルタゴ海軍の勝利に終わったが、これは正面からの激突ではなく待ち伏せ攻撃の結果であった。

## 序幕
アグリゲントゥムの戦いを含むシチリア島での陸戦の勝利の後、ローマは地中海を制圧するための艦隊の建造に乗り出した。2ヶ月という短期間の間に、ローマは約150隻の三段櫂船と五段櫂船を建造し、兵を訓練するという命令を出した。ローマ貴族のグナエウス・コルネリウス・スキピオ（その年の主席執政官）が最初に完成した17隻からなる艦隊の指揮官となり、メッサナに向けて出帆した。

## 戦闘
スキピオが海峡にあったときに、カルタゴ側にあったリーパリの駐屯兵がローマに降伏したがっているとの情報が届いた。次に起こったことはカルタゴの不誠実な行いとされるが、詳細は不明でまた親ローマ的な情報源によるものがほとんどである。ローマの水兵達は多少の海上での経験を詰んだという程度ではあったが、スキピオは戦闘を行わずにこの重要な港を手に入れるという誘惑にかられ、リーパリに向かった。その新造されたばかりのローマ艦隊が港に入ると、ハンニバル・ギスコ（アグリゲントゥムの敗将）とボーデスが指揮するカルタゴ艦隊の一部が待ち伏せしていたか、あるいはローマ海軍の動きを伝えられており、奇襲攻撃をかけた。ボーデスは20隻からなる艦隊を有しており、港内のローマ艦隊を封鎖した。スキピオとその艦隊は僅かに抵抗したのみであった。経験不十分な乗員はパニックを起こして脱走し、スキピオ自身も捕虜となった。偽情報を容易に信じてしまったスキピオは、軽蔑的にアシナというアグノーメン（添え名）を与えられたが、これはロバという意味である。アシナというのは女性名詞（男性名詞の場合はアシナス）であるため、さらに侮蔑的なものになった。

## その後
リープラの敗戦は第一次ポエニ戦争に決着をつけた訳ではなく、スキピオ・アシナの経歴を終わらせたものではなかった。次席執政官のガイウス・ドゥイリウスが率いたローマ残存艦隊はミラエ沖の海戦で勝利を収めた。スキピオ・アシナも紀元前254年に執政官に復活している。

## 参考資料
- ゴールズワーシー, エイドリアン (2003). The Fall of Carthage. London: Cassel. ISBN 0-304-36642-0

座標: 北緯38度28分21秒 東経14度57分39秒 / 北緯38.472490度 東経14.960879度